# Chlosyne calydon
Chlosyne calydon är en fjärilsart som beskrevs av Mead 1875. Chlosyne calydon ingår i släktet Chlosyne och familjen praktfjärilar. Inga underarter finns listade i Catalogue of Life.